# کراسنویارسکویه (سرزمین آلتای)
کراسنویارسکویه (به لاتین: Krasnoyarskoye) یک منطقهٔ مسکونی در روسیه است که در سرزمین آلتای واقع شده‌است.